# Ferdinand av Danmark
Fredrik Ferdinand av Danmark, arvprins Ferdinand, född den 22 november 1792 i Köpenhamn, död där den 29 juni 1863, var en dansk prins.

## Biografi
Ferdinand av Danmark var son till arvprins Fredrik av Danmark och Sofia Fredrika av Mecklenburg-Schwerin.
Han gifte sig 1829 på Frederiksborg av dynastiska skäl med Caroline av Danmark (1793–1881), dotter till Fredrik VI av Danmark och hans maka Maria Sofia Fredrika av Hessen-Kassel. Äktenskapet var barnlöst.
Ferdinand utbildades till officer och blev 1829 general. 1839 blev han kommenderande general på Jylland och 1840 på Själland. 1840–1848 och 1852–1863 var han medlem av geheimestatsrådet. Utan begåvning och egentligt politiskt intresse nekade han av monarkistiska skäl att skriva under oktoberförfattningen av 1855, men försonades 1856 genom Carl Georg Andræs förmedling.
Fredrik Ferdinand var mycket begiven på spel och kvinnoaffärer, något som gjorde att han ständigt hade dålig ekonomi, men han vann stor popularitet i Köpenhamn genom sitt folkliga sätt.
Makarna, som av köpenhamnarna ansågs originella och inte så litet excentriska, residerade i det s.k. Bernstorffske Palae på Bredgade, nära Amalienborg.